# 關伊彤
關伊彤（英語：Anita Kwan，1983年8月25日—），前無綫電視及香港電視網絡女藝員。

## 簡歷
關伊彤曾就讀於德望學校。她於2002年參選香港小姐並晉身最後12強，隨後加入無綫電視，於2012年轉投王維基旗下新電視台香港電視網絡，至2015年9月約滿。她於2004年被選為「翡翠十二星」之一。關伊彤是其中一名有份參演所有《學警系列》的演員，包括《學警雄心》、《學警出更》及《學警狙擊》。關伊彤現任丈夫為台灣演員林紹奎，2011年2月13日於《你們我們他們》劇集宣傳活動中公開求婚，逗得伊人心花怒放。二人於2011年7月23日結婚成為合法夫妻。

## 演出作品

### 電視劇（無綫電視）
| 首播   | 劇名           | 角色             |
| 2003年 | 戀愛自由式     | Victoria         |
| 2003年 | 皆大歡喜       | 少 女            |
| 2004年 | 一屋兩家三姓人 | 羅艷芳           |
| 2004年 | 下一站彩虹     | Maggie           |
| 2004年 | 皆大歡喜       | 舞蹈學員、金毛婷 |
| 2005年 | 學警雄心       | 楊佩琪           |
| 2005年 | 情迷黑森林     | -                |
| 2005年 | 阿旺新傳       | 模特兒           |
| 2006年 | 謎情家族       | Tracy            |
| 2006年 | 飛短留長父子兵 | 彭 潔            |
| 2006年 | 男人之苦       | Peggy            |
| 2006年 | 肥田囍事       | Erica            |
| 2007年 | 亂世佳人       | 顧得兒           |
| 2007年 | 人生马戏团     | 小 翠            |
| 2007年 | 師奶兵團       | May              |
| 2007年 | 學警出更       | 楊佩琪           |
| 2007年 | 歲月風雲       | 小 曼            |
| 2007年 | 廉政行動2007   | 琪 琪            |
| 2008年 | 律政新人王II   | 方嘉琳           |
| 2008年 | 搜神傳         | 水 燕            |
| 2008年 | 珠光寶氣       | Fion             |
| 2009年 | 畢打自己人     | 譚美美           |
| 2009年 | 學警狙擊       | 楊佩琪           |
| 2009年 | 大冬瓜         | 霍小玲           |
| 2009年 | 宮心計         | 陶菲菲           |
| 2009年 | 畢打自己人     | Grace            |
| 2010年 | 情人眼裏高一D  | 記 者            |
| 2010年 | 女人最痛       | 凌先生之秘書     |
| 2011年 | 居家兵團       | 媚               |
| 2011年 | 仁心解碼       | 陳漫玲           |
| 2011年 | 依家有喜       | Suki             |
| 2011年 | 你們我們他們   | 胡可怡           |
| 2011年 | 洪武三十二     | 春 花            |
| 2011年 | 花花世界花家姐 | Clara            |
| 2011年 | 蓋世孖寶       | 小 姐            |
| 2012年 | 換樂無窮       | 楊小姐           |
| 2012年 | 耀舞長安       | 皇 （青年）      |
| 2012年 | 衝呀！瘦薪兵團 | 警 員            |
| 2012年 | 我外母唔係人   | 露 露（Lu Lu）   |

### 電視劇（邵氏兄弟）
| 首播   | 劇名             | 角色 |
| 2018年 | 飛虎之潛行極戰   |      |
| 2018年 | 守護神之保險調查 |      |

### 電視劇（香港電視網絡）
| 首播   | 劇名           | 角色           |
| 2014年 | 選戰           | 李凱婷（Mary） |
| 2015年 | 來生不做香港人 | 顏寶寶         |
| 2015年 | 導火新聞線     | 苗蔡詠舒       |
| 2015年 | 大眾情性       | Elaine         |
| 2015年 | 歲月樓情       | 溫子柔         |
| 2015年 | 末日+5         | Fiona          |
| 2015年 | 惡毒老人同盟   | 陳 太          |
| 2015年 | 四年B班        | 學生家長       |

### 綜藝節目
- 愛情研究院（無綫J2台，第57集）
- 心有靈犀（翡翠台及高清翡翠台，第6集）
- 民峰學院（無綫生活台）

### 電影
- 2008年：《近打1881》飾 鄭丹丹（女主角，只於馬來西亞上映）

### 節目主持（無綫電視）
- 週五放輕鬆
- 恆生精靈至多Kid（兒童節目）
- 家家樂容傭
- 失蹤三人組（無綫收費電視生活台）

### 電台主持
- 女皇頭老襯底（初於DBC香港數碼電台，後遷至D100）

### 歌曲作品
- 佛誕吉祥（群星）
- 家‧年華（合唱）

### 音樂影帶
- 吳彤《天空一片藍》MV（KTV）
- 古天樂《Mr. Cool》MV
- 傅佩嘉《一夜成名》MV

### 廣告作品
- 菊花牌手套TVC
- 哈佛增髮

## 外部連結
- 關伊彤Facebook Group （页面存档备份，存于）
- 關伊彤的新浪微博
- 關伊彤的Instagram帳戶